# NGC 5861
NGC 5861 is een balkspiraalstelsel in het sterrenbeeld Weegschaal. Het hemelobject werd op 9 mei 1784 ontdekt door de Duits-Britse astronoom William Herschel.

## Synoniemen
- MCG -2-39-3
- IRAS 15065-1107
- PGC 54097